# 若松市
若松市（日语：／ Wakamatsu shi */?）是位於日本福岡縣東北部的一個已廢除的市。若松市的轄區範圍包括了響灘和洞海灣之間的若松半島大部分地區，曾是煤炭出口港。1963年2月10日，若松市和八幡市、戶畑市、小倉市、門司市合併為北九州市。北九州市升格成為政令指定都市之後，若松市轄區大部分地區由若松區繼承，部分則劃入八幡西區和遠賀郡蘆屋町。